# Ranxeria Jackson
La ranxeria Jackson és la reserva índia de la ranxeria Jackson d'indis Me-Wuk de Califòrnia, una tribu reconeguda federalment de miwok de la sierra, situada a la vora de Jackson (Califòrnia). Es troba al comtat d'Amador, a mig camí entre Jackson i Pine Grove. La reserva gestiona el Casino i Resort Jackson Rancheria, situat al seu territori.

## Història
Margaret L. (Hughes) Dalton nasqué a Tuolumne, Califoòrnia de mare ameríndia, Tessie Jeff, i de pare no amerindi, Clyde Hughes. Deixà el Calaveras High School i es casà amb Earl Dalton, Sr. en 1956, quan tenia 16 anya. Margaret i Earl es traslladaren a la ranxeria Jackson on van tenir quatre fills, Earl Jr., Dennis, Robert, i Adam, així com els germans de Margaret, Irvin “Bo,” Clarence, Gary, i Donna. La tribu convocà una trobada en 1979 i establí un govern formal. Margaret fou elegida cap tribal, una posició que va mantenir sense oposició durant 30 anys.
Earl Sr., el marit de Margaret, va morir en 1980. Quatre anys més tard es va iniciar la recerca d'inversors privades per ajudar a la seva tribu a obrir una sala de bingo. La tribu va obrir la seva primera sala de bingo en 1985, però es va obrir i va tancar tres vegades. El Govern Tribal li va permetre una oportunitat més en l'èxit amb la sala de bingo i, el 1991, el Jackson Indian Bingo va obrir les portes novament.

## Desenvolupament econòmic
La tribu ara posseeix i opera el Jackson Rancheria Casino Resort, situat a Jackson (Califòrnia).
La ranxeria Jackson ha crescut fins a esdevenir un complex de casino que inclou diversos restaurants, un hotel, RV Park, supermercat i gasolinera, i el primer edifici certificat LEED al país. La tribu també ha construït nous habitatges per als seus residents, una clínica mèdica i dental, plantes de tractament d'aigües residuals, un taller mecànic d'automòbils, un centre de cura infantil per a fills d'empleats i un complex d'apartaments fora de la reserva.
La tribu està ara dirigida pel seu fill Adam Dalton, qui va ser escollit President Tribal el gener de 2013, i el vicepresident és el seu net Earl Dalton. El consell tribal també inclou el secretari/tresorer Derik Dalton i els representants del Consell General Robert Dalton Sr. i Dennis Dalton.